# Euglenoida
Euglenoida, ook wel Euglenozoa of Euglenophyta, vormen een stam in de supergroep Excavata. De uitgang -zoa duidt er op dat het om dieren zou kunnen gaan, de uitgang -phyta duidt er op dat het om planten zou kunnen gaan.
Deze stam is erg gevarieerd. Euglenoida hebben een of twee flagellen. De Euglenoida worden voorts gekenmerkt door een kristallijn staafje in hun flagellen. Sommige soorten hebben ook nog chloroplasten en lijken meer op algen. De aanwezigheid van het paramylon (een polymeer van glucose) is ook kenmerkend is voor deze groep.
Een voorbeeld is het Euglena (oogdiertje). Dit organisme is vaak in poelwater onder de microscoop te zien. 
bruinwieren (Phaeophyta) · kranswieren (Charophyta) · Chlorarachniophyta · Cryptomonadae = Cryptophyta · Cyanidiophyta · diatomeeën (Bacillariophyta) · dinoflagellaten (Dinoflagellata) · Euglenozoa = Euglenoida · Glaucophyta · goudwieren (Chrysophyta) · groenwieren (Chlorophyta) · Haptomonadae = Haptophyta = Prymnesiophyta · Picobiliphyta · Prasinophyta · roodwieren (Rhodophyta) · Xanthophyta